# Nathan Altshiller Court
Nathan Altshiller Court, ook wel Altshiller-Court, (Warschau (Polen), 22 januari 1881 - Norman (Oklahoma, USA), 20 juli 1968), geboren als Nathan Altszyller (later Altshiller), was een Pools-Amerikaans meetkundige.

## Biografie
Over de jeugd van Altshiller Court is alleen bekend dat hij de lagere en middelbare school volgde in Warschau en dat hij niet toegelaten werd tot de universiteit vanwege zijn Joodse afkomst. Tot 1907 gaf hij les op lagere en middelbare scholen in Warschau.
Van 1907 tot 1911 studeerde hij wis- en natuurkunde in België aan de Universiteit Gent (UGent; tot 2003 RUG), waar hij in 1911 promoveerde.
Daarna ging hij naar de Verenigde Staten, eerst als student maar al snel als docent aan de Columbia University (New York). Van 1913 tot 1915 doceerde hij aan de University of Washington (Seattle) en daarna aan de University of Colorado (Boulder). In 1917 werd hij universitair docent wiskunde aan de University of Oklahoma (OU) in Norman. In 1918 kreeg hij de Amerikaanse nationaliteit, waarbij hij zijn familienaam veranderde in Court en Altshiller behield als ‘tussennaam’. In 1935 werd hij hoogleraar wiskunde aan de OU.
Hij ging met pensioen in 1951 en overleed in 1968 na een hartaanval.

## Wetenschappelijk werk
Court hield zich vrijwel uitsluitend bezig met meetkundige onderwerpen, in het bijzonder de meetkunde van de driehoek, die van de cirkel en van het viervlak (tetraëder). Hij is de auteur en co-auteur van meer dan zeventig wetenschappelijke artikelen. Hij is ook de auteur van twee veelgelezen standaardwerken op het gebied van de meetkunde:
- Nathan Altshiller Court (1935): Modern Pure Solid Geometry. New York: Chelsea Publishing Company. Tweede druk 1964; ISBN 978-0828401470.
- Nathan Altshiller Court (1952): College Geometry – An Introduction tot the Modern Geometry of the Triangle end the Circle. Mineola (NY): Dover Publications, Inc.; herdruk 2007, ISBN 978-0486458052.[8]
- Court’s eerste boek, uitgegeven in 1925 en voorloper van het vorige, was getiteld: College geometry, a second course in plane geometry for colleges and normal schools.

Daarnaast schreef hij – vaak met anderen – korte wiskundige notities bij meetkundige problemen en hun oplossingen in een groot aantal wiskundige tijdschriften.
Ook schreef hij een wiskundeboek bestemd voor het grote publiek:
- Nathan Altshiller Court (1958): Mathematics in Fun and in Earnest. New York: Dial Press. Reprint, Dover Publications (2006); ISBN 978-0486449685.